# Фелпс, Найджел
Найджел Фелпс (англ. Nigel Phelps; 16 марта 1962, Линкольншир, Великобритания) — английский художник-постановщик, сценограф и концептуальный иллюстратор. Фелпс наиболее известен созданием рисунков Готэм-Сити в качестве арт-директора в фильме Тима Бёртона «Бэтмен» (1989), за который он получил премию «Оскар». Фелпс также является трёхкратным номинантом на премию MTV Video Music Award за лучшую работу художника-постановщика.

## Жизнь и карьера
Родился в Лондоне, Англия, учился в Королевском колледже искусств.
Фелпс изначально задумывался стать художником. Когда его грант в колледже закончился, ему пришлось устроиться на работу, чтобы поступить в школу. В это время он познакомился со сценаристом Полом Майерсбергом, который намеревался снять свой первый полнометражный фильм «Пленник». Майерсберг нанял Фелпса в качестве художника раскадровки и наставлял Фелпса по монтажу, ракурсам камеры и освещению, показывая ему такие фильмы, как «Печать зла» и «Леди из Шанхая». Майерсберг познакомил его с Антоном Фёрстом, который нанял его в качестве чертёжника/сценографа для фильма Нила Джордана «В компании волков» (1984). Именно здесь было установлено его долгое партнёрство с Фёрстом, так как его ведущий чертёжник Фелпс создавал сценические рисунки для Фёрста, чтобы иногда позже добавлять детали и акценты. Фелпс продолжал создавать многочисленные рисунки для одобрения Стэнли Кубрика во время длительного производства цельнометаллической оболочки. Тим Бертон был поклонником рисунков Фелпса из фильма «В компании волков» и не смог принять участие в «Битлджусе», который был снят в США. Когда производство «Бэтмена» Бёртона было создано в Pinewood Studios, он был нанят в качестве арт-директора и получил всемирное внимание и признание за свои рисунки города и интерьеров.
После Бэтмена Фелпс разработал темы для ресторана «Planet Hollywood» 1991 года в Нью-Йорке. В 1992 году DC Comics поручила Фелпсу создать новый Готэм-Сити, который дебютировал в сюжетной арке из трёх выпусков «Destroyer». Фелпс не смог разработать декорации для фильма «Бэтмен возвращается», так как он всё ещё работал у Фёрста в 1991 году, который подписал эксклюзивный контракт с Columbia Pictures. За это время Фелпс переехал в Лос-Анджелес и в конечном итоге стал художником-постановщиком, дебютировав Mega-City One в фильме «Судья Дредд».

## Фильмография

### Как художник-постановщик
- Судья Дредд (1995)
- Чужой: Воскрешение (1997)
- Сновидения (1999)
- Власть страха (1999)
- Перл-Харбор (2001)
- Троя (2004)
- Остров (2005)
- Мумия: Гробница императора драконов (2008)
- Трансформеры: Месть падших (2009)
- Трансформеры 3: Тёмная сторона Луны (2011)
- Война миров Z (2013)
- Живое (2017)
- Пираты Карибского моря: Мертвецы не рассказывают сказки (2017)
- Покемон. Детектив Пикачу (2019)
- Тор: Любовь и Гром (2022)

### Как арт-директор/сет-дизайнер
- В компании волков (1984)
- Король-лягушонок (1986)
- Цельнометаллическая оболочка (1987)
- Высшие духи (1988)
- Бэтмен (1989)
- MidKnight Майкла Джексона (1991-отменён)
- Бахаус: Готэм (1999)

### Музыкальные видео
- Guns N’ Roses: November Rain (1992)
- En Vogue: Free Your Mind (1992)
- Дэвид Боуи: Jump They Say (1993)
- Ленни Кравиц: Are You Gonna Go My Way (1993)
- Мэйси Грэй: Do Something (1999)
- Фейт Хилл: There You'll Be (2001)